# István Kerner
Dans le nom hongrois Kerner István, le nom de famille précède le prénom, mais cet article utilise l’ordre habituel en français István Kerner, où le prénom précède le nom.

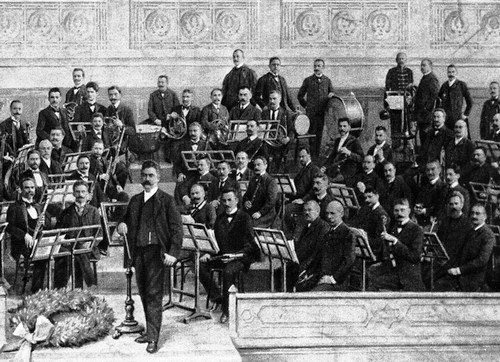
L'Orchestre philharmonique de Budapest sous la direction de István Kerner vers 1914-1917

István Kerner (Máriakéménd, 5 avril 1867 – Budapest, 27 août 1929) est un chef d'orchestre hongrois qui a dirigé l'Orchestre philharmonique de Budapest entre 1900 et 1918.

## Biographie
Son père, János Kerner, était chanteur et professeur de musique. István Kerner a étudié le piano et l'orgue. Il a poursuivi ses études musicales à Budapest, où il a eu pour professeurs Károly Huber et Jenő Hubay. Il a étudié le violon et l'alto. En 1884-1885, il a rejoint l'Opéra d'État hongrois. Il a travaillé la direction auprès de Sándor Erkel et de Gustav Mahler. En 1892, il a été nommé accompagnateur, puis chef d'orchestre en 1896. Enfin il a été promu en 1927 directeur musical.

## Créations
István Kerner a créé :
- Kossuth de Béla Bartók à Budapest le 13 janvier 1904 ;
- Eliána, opéra en trois actes de Ödön Mihalovich à Budapest, en 1908.